# Montgomeryshire (circonscription du Senedd)
Ne doit pas être confondu avec Montgomeryshire (circonscription britannique).
Montgomeryshire est une circonscription de l'Assemblée nationale du pays de Galles.

## Membres de l'Assemblée
| Élection | Élection | Membre         | Parti            | Portrait |
| -------- | -------- | -------------- | ---------------- | -------- |
|          | 1999     | Mick Bates     | Liberal Democrat |          |
|          | 2010     | Mick Bates     | Indépendant      |          |
|          | 2011     | Russell George | Conservateur     |          |

## Élections

### Élections dans les années 2010
| Élections de l'Assemblée galloise 2016: Montgomeryshire |                   |                   |        |      |       |
| Parti                                                   | Parti             | Candidat          | Votes  | %    | ±     |
|                                                         | Conservateur      | Russell George    | 9,875  | 41.8 | -1.9  |
|                                                         | Liberal Democrats | Jane Dodds        | 6,536  | 27.7 | -5.9  |
|                                                         | UKIP              | Des Parkinson     | 2,458  | 10.4 | +10.4 |
|                                                         | Plaid Cymru       | Aled Hughes       | 2,410  | 10.2 | -1.1  |
|                                                         | Labour            | Martyn Singelton  | 1,389  | 5.9  | -5.5  |
|                                                         | Green             | Richard Chaloner  | 932    | 3.9  | +3.9  |
| Majorité                                                | Majorité          | Majorité          | 3,339  | 14.1 | +4.0  |
| Participation                                           | Participation     | Participation     | 23,600 | 48.5 | +1.3  |
|                                                         | Conservateur hold | Conservateur hold | Swing  |      |       |

| Élections de l'Assemblée galloise 2011: Montgomeryshire |                                              |                                              |        |      |       |
| Parti                                                   | Parti                                        | Candidat                                     | Votes  | %    | ±     |
|                                                         | Conservateur                                 | Russell George                               | 10,026 | 43.7 | +13.6 |
|                                                         | Liberal Democrats                            | Wyn Williams                                 | 7,702  | 33.6 | −5.4  |
|                                                         | Labour                                       | Nick Colbourne                               | 2,609  | 11.4 | +4.5  |
|                                                         | Plaid Cymru                                  | David Senior                                 | 2,596  | 11.3 | −2.5  |
| Majorité                                                | Majorité                                     | Majorité                                     | 2,324  | 10.1 |       |
| Participation                                           | Participation                                | Participation                                | 22,933 | 47.2 | +0.3  |
|                                                         | Conservateur vainqueur sur Liberal Democrats | Conservateur vainqueur sur Liberal Democrats | Swing  | +9.5 |       |

### Élections dans les années 2000
| Élections de l'Assemblée galloise 2007: Montgomeryshire |                        |                        |        |      |      |
| Parti                                                   | Parti                  | Candidat               | Votes  | %    | ±    |
|                                                         | Liberal Democrats      | Mick Bates             | 8,704  | 39.0 | −0.7 |
|                                                         | Conservateur           | Dan Munford            | 6,725  | 30.2 | +1.6 |
|                                                         | Plaid Cymru            | David Thomas           | 3,076  | 13.8 | +2.5 |
|                                                         | UKIP                   | Charles Lawson         | 2,251  | 10.1 | +7.7 |
|                                                         | Labour                 | Rachel Maycock         | 1,544  | 6.9  | −4.1 |
| Majorité                                                | Majorité               | Majorité               | 1,979  | 8.9  | −5.4 |
| Participation                                           | Participation          | Participation          | 22,300 | 46.1 | +3.5 |
|                                                         | Liberal Democrats hold | Liberal Democrats hold | Swing  | −1.3 |      |

| Élections de l'Assemblée galloise 2003: Montgomeryshire |                        |                        |        |      |       |
| Parti                                                   | Parti                  | Candidat               | Votes  | %    | ±     |
|                                                         | Liberal Democrats      | Mick Bates             | 7,869  | 40.4 | −8.0  |
|                                                         | Conservateur           | Glyn Davies            | 5,572  | 28.6 | +5.9  |
|                                                         | Labour                 | Rina J. Clarke         | 2,039  | 10.5 | −1.8  |
|                                                         | Plaid Cymru            | David H. Senior        | 1,918  | 9.8  | −6.8  |
|                                                         | UKIP                   | David W.L. Rowlands    | 1,107  | 5.7  | N/A   |
|                                                         | Indépendant            | Robert H. Mills        | 985    | 5.1  | N/A   |
| Majorité                                                | Majorité               | Majorité               | 2,297  | 11.8 | -12.9 |
| Participation                                           | Participation          | Participation          | 19,490 | 42.7 | −6.7  |
|                                                         | Liberal Democrats hold | Liberal Democrats hold | Swing  | −7.0 |       |

### Élections dans les années  1990
| Élections de l'Assemblée galloise 1999: Montgomeryshire |                                             |                 |        |      |     |
| Parti                                                   | Parti                                       | Candidat        | Votes  | %    | ±   |
|                                                         | Liberal Democrats                           | Mick Bates      | 10,374 | 48.4 | N/A |
|                                                         | Conservateur                                | Glyn Davies     | 4,870  | 22.7 | N/A |
|                                                         | Plaid Cymru                                 | David H. Senior | 3,554  | 16.6 | N/A |
|                                                         | Labour                                      | Chris S. Hewitt | 2,638  | 12.3 | N/A |
| Majorité                                                | Majorité                                    | Majorité        | 5,504  | 25.7 | N/A |
| Participation                                           | Participation                               | Participation   | 21,436 | 49.4 | N/A |
|                                                         | Liberal Democrats Vainqueur (nouveau siège) |                 |        |      |     |